# Металлопротеины
Металлопротеи́ны (металлопротеиды) — сложные белки, в состав молекул которых входят также ионы одного или нескольких металлов.
Многие металлопротеины играют важную физиологическую роль. Типичными металлопротеинами являются белки, содержащие негемовое железо — трансферрин, ферритин, гемосидерин, имеющие важное значение в обмене железа в организме.
Выделяют также особый подкласс металлопротеинов — металлоферменты. Это белки, обладающие ферментативной активностью и содержащие катионы металлов. Примерами металлоферментов являются селен-зависимая монодейодиназа, карбоангидраза.